# Кертлен
Кертлен — исчезнувшее село в Белогорском районе Республики Крым, на территории Мельничного сельсовета. Располагалось на севере района, в степном Крыму, в низовьях долины реки Бурульча, на левом берегу, примерно в 1,5 км выше по долине (южнее) современного села Мельничное.

## История
Деревня основана в 1910 году немецкими колонистами — лютеранами на 500 десятинах земли.
По Статистическому справочнику Таврической губернии. Ч.II-я. Статистический очерк, выпуск шестой Симферопольский уезд, 1915 год, в деревне Кирк-Лечь Табулдинской волости Симферопольского уезда числилось 11 дворов с немецким населением в количестве 45 человек приписных жителей и 57 — «посторонних», из которых 66 мужчин и 81 женщина. Жители владели 1290 десятинами удобной земли. В хозяйствах имелось 120 лошадей, 10 волов, 38 коров и 20 голов мелкого скота.
После установления в Крыму Советской власти, по постановлению Крымревкома от 8 января 1921 года была упразднена волостная система и село вошло в состав вновь созданного Карасубазарского района Симферопольского уезда, а в 1922 году уезды получили название округов. 11 октября 1923 года, согласно постановлению ВЦИК, в административное деление Крымской АССР были внесены изменения, в результате которых округа ликвидировались, Карасубазарский район стал самостоятельной административной единицей и село включили в его состав. Согласно Списку населённых пунктов Крымской АССР по Всесоюзной переписи 17 декабря 1926 года, в селе Кертлеч, в составе упразднённого к 1940 году Аргинчикского сельсовета Карасубазарского района, числилось 16 дворов, все крестьянские, население составляло 77 человек, все немцы.
Вскоре после начала Великой Отечественной войны, 18 августа 1941 года крымские немцы были выселены, сначала в Ставропольский край, а затем в Сибирь и северный Казахстан. В последний раз в доступных источниках Кертлен встречается на двухкилометровой карте 1942 года.